# Josef Svanlund
Josef Emanuel Svanlund, född 2 juli 1887 i Stockholm, död 9 juli 1927 i Stockholm, var en svensk målare, tecknare, grafiker och författare.

## Biografi
Josef Svanlund var son till polismannen Sone Svanlund och Sofia Lovisa Södergren. Svanlund studerade vid Tekniska skolans aftonskola och därefter vid Konstakademien 1905–1910. Samtidigt deltog han i Axel Tallbergs etsningsskola, där han utförde ett par större plåtar med dekorativa motiv. Han intresserade sig tidigt för monumentalmåleri och var medhjälpare till Olle Hjortzberg 1910–1912. Han gjorde en studieresa till Florens 1912 och året efter besökte han Tyskland, Österrike och Italien. Han tilldelades ett statligt resestipendium 1914 som möjliggjorde upprepade resor till Paris, Rom och Tyskland. Han vistades därefter en period i Finland där han arbetade som dekorativ medhjälpare till Akseli Gallen-Kallela.
Svanlund ställde ut separat på Konstnärshuset och Konstakademien i Stockholm och medverkade i Sveriges allmänna konstförenings höstutställningar på Liljevalchs konsthall. Hans konstnärliga utgångspunkt var 1800-talets litterära symbolism, som han byggde på med nyidealiska drag. Oftast gjorde han figurframställningar med antika eller religiösa motiv men var inte främmande för att utföra arkitektoniska motiv. Hans förslag till dekorativ utsmyckning av vigselrummet i Stockholms rådhus bedömdes av prisnämnden som intressant och fantasifull men att den nog var bättre som en bokillustration, och många av hans förslag till monumentalmålningar blev bara skisser. Bland hans offentliga arbeten märks två dekorativa målningar i jugendstil för tingshuset i Nyköping och altarmålningen med den Uppstående Kristus i Åryds kyrka.
Han var även verksam som illustratör för olika tidskrifter och som lyriker; bland annat gav han ut boken Såpbubblor och drömmar 1911. Svanlund är representerad vid prins Eugens Waldemarsudde, Konstakademien, Nationalmuseum och Arkiv för dekorativ konst i Lund.